# Бачка-Паланка
Бачка-Паланка (серб. Бачка Паланка) — город в Сербии, в автономном крае Воеводина, в Южно-Бачском округе, центр общины Бачка-Паланка.

## Географическое положение
Город расположен на юго-запад региона Бачка, на берегу реки Дунай, в 37 км от Нови-Сада, на границе с Хорватией. У города находится пограничный переход в Хорватию, город Илок — автомобильный мост через Дунай.

## История
Первые поселения здесь возникли ещё в XI веке, а название Паланка упоминается в 1593 году. До 1916 года здесь находилось три населённых пункта: Стара-Паланка, Нова-Паланка и Немачка-Паланка. После окончания Второй мировой войны, в конце 1945 и в течение 1946 года сюда переселилось много колонистов из других регионов Югославии. 
4 октября 1988 года в Бачка-Паланке толпа потребовала отставки правительства Воеводины. На следующий день Милошевич возглавил народный поход на Нови-Сад. Югославская народная армия отказалась разгонять шествие и власти Воеводины ушли в отставку.

## Спорт
В городе есть футбольный клуб Бачка.